# Miguel González Barreira
Miguel González Barreira, más conocido como Miguel González, (nacido el 09 de mayo de 1966 en Vigo, Galicia) es un exjugador de baloncesto español. Con 1.90 de estatura, su puesto natural en la cancha era el de escolta.

## Carrera deportiva
Fue jugador en la década de los 80' y 90´ y no pasó desapercibido en ninguno de sus equipos. Inició sus primeros pasos en la cantera del Colegio Salesianos de Vigo y desarrolló su carrera en equipos de 2ª División Nacional (LEB Plata) y Primera B (LEB Oro). Gran anotador, destacaba por su elegancia sobre la cancha y por su gran precisión en el tiro en suspensión de larga distancia. 
Miguel González fue un "fundador" del Cervezas Skol de Vigo, club en el que llegó a alternar la categoría junior con la senior. En el Skol fue entrenado por Juan Rodríguez Larrán "Larry" que fue sustituido por Gustavo Aranzana en mitad de la temporada 1986-87. Tal era su calidad anotadora, que llegó a quedar como máximo anotador en ambas categorías y también en la fase final del Campeonato de España Junior celebrado en Zaragoza en 1986.
En la temporada 1987-88 defiende los colores celestes del RC Celta-Galeones de Vigo, equipo de la Primera División B de baloncesto nacional, siendo su entrenador Vicente Rodríguez "Cholas" y jugando al lado de jugadores de la talla de Valentín Baeza, Féliz Muñoz, Tito Díaz, Ángel Marsal, Voise Winters y Larry Boston.
En la campaña siguiente ficha por el Aguas de Cabreiroá de Verín (Ourense), equipo de la 2ª División Nacional en el que militó durante 2 temporadas quedando en una de ellas como máximo anotador y logrando clasificarse para la fase final de ascenso a Primera B.
En la temporada 1990-91 Ficha por el CB Porriño, 2ª División Nacional, equipo en el que estaría varias campañas. Se retiró de la práctica activa del baloncesto al final de la temporada 1997-98 en el CB Tui.

## Distinciones
- Máximo anotador Junior y Senior Cervezas Skol.
- Máximo anotador Campeonato de España Junior Zaragoza 86´.
- Máximo anotador Aguas de Cabreiroá de Verín.
- Máximo anotador CB Frigolouro de Porriño.